# Bindenkreuzschnabel

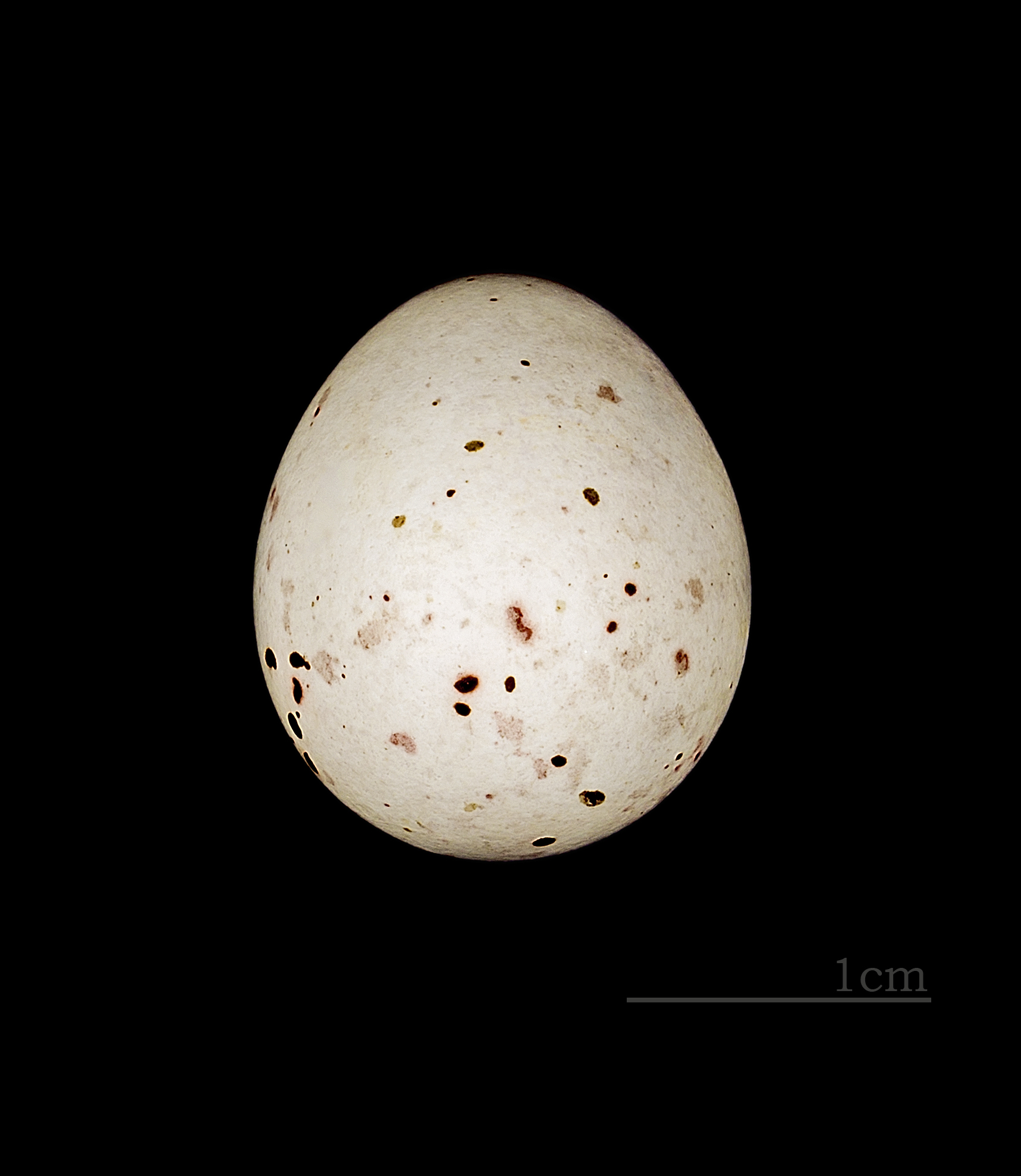
Loxia leucoptera

Der Bindenkreuzschnabel (Loxia leucoptera) ist ein Singvogel aus der Familie der Finken (Fringillidae).

## Beschreibung
Der Bindenkreuzschnabel wird zwischen 14 und 16 Zentimeter lang und etwas zierlicher als der Fichtenkreuzschnabel.
Der Schnabel ist auf Lärchenzapfen spezialisiert.
Das Gefieder des Weibchens ist gelb und das des Männchens himbeerrot oder ziegelrot gefärbt. Der Mantel ist schwarz gefleckt. Die Altvögel tragen scharf abgesetzte, breite weiße Schulterfederspitzen und zwei weiße Flügelbinden. Die untere ist innen am breitesten und die obere schräg abfallend. 
Sein Ruf klingt wie „tjäck-tjäck“.

## Lebensraum und Ernährung
Der Bindenkreuzschnabel lebt hauptsächlich in Nordamerika, der russischen Taiga und selten auch in Nordskandinavien. Er brütet in Gebieten mit hohem Lärchenanteil. Der Bindenkreuzschnabel frisst Lärchen- und andere Koniferensamen.

## Unterarten
Es gibt zwei Unterarten: den Nordamerikanischen Bindenkreuzschnabel und den Europäischen Bindenkreuzschnabel. Die Unterart Loxia leucoptera bifasciata (Brehm, CL, 1827) kommt vom nördlichen Europa über das östliche Siberin und das nordöstliche China vor, während die Nominatform auf Alaska, Kanada und den Norden der USA beschränkt ist.

## Fortpflanzung
Diese Vögel bauen ein loses, napfförmiges Nest. Das Weibchen legt 3–5 weiße mit braunen Flecken versehene Eier. Die Brutdauer beträgt 12–14 Tage. Die Jungen werden mit vorverdauten Samen oder Insekten gefüttert. Nach 11–17 Tagen verlassen die Jungen das Nest.